# Ванадзорски държавен университет
Ванадзорски държавен университет „Ованес Туманян“ (на арменски: Վանաձորի Հովհաննես Թումանյանի անվան Պետական Համալսարան) е държавен университет в град Ванадзор, област Лори, Армения. Основан е през 1969 г. От 2020 г. ректор на университета е Рустам Рафикович Саакян.

## История
С цел да осигурят учители за училищата в североизточната част на Арменска ССР, с Решение на Съвета на Арменска ССР № 455 от 9 юли 1969 г. кореспондентският отдел на Ереванския педагогически институт е прехвърлен в Кировакан, състоящ се от 5 факултета (арменски език и литература, методи на обучение в началното училище, физика и математика, биология и история) и се преименува на „Държавен педагогически институт Кировакан“. През същата година се открива редовна катедра по тези специалности. 4711 студенти са преместени в Кировакан (дн. Ванадзор).
През 1982 г. институтът повдига въпроса за обучението на квалифицирани кадри за професиите по компютърните науки, въвеждането на високи технологии в бъдеще, а арменският математик Сергей Мергелян става ректор на института. Той ръководи института до 1986 г.
По-късно университетът прилага тристепенна система на обучение. Приемът в бакалавърски и магистърски програми е осъществен за първи път през 2008 г., а в аспирантура през 2006 г. В системата на редовно обучение учебният процес е организиран в 29 специалности в основната бакалавърска образователна програма и в други 4 специалности в основната магистърска образователна програма. В системата за дистанционно обучение са въведени 25 основни образователни програми за бакалавър.
На 30 април 2014 г. с решение № 458/N на правителството на Армения университетът е реорганизиран във Ванадзорски държавен университет „Ованес Туманян“, носейки името на известния арменски писател Ованес Туманян.